# تاکومی ماسه
تاکومی ماسه (ژاپنی: 真瀬 拓海؛ زادهٔ ۳ مهٔ ۱۹۹۸) یک بازیکن فوتبال اهل ژاپن است.
از باشگاه‌هایی که در آن بازی کرده‌است می‌توان به باشگاه فوتبال وگالتا سندای اشاره کرد.